# Franska knickers

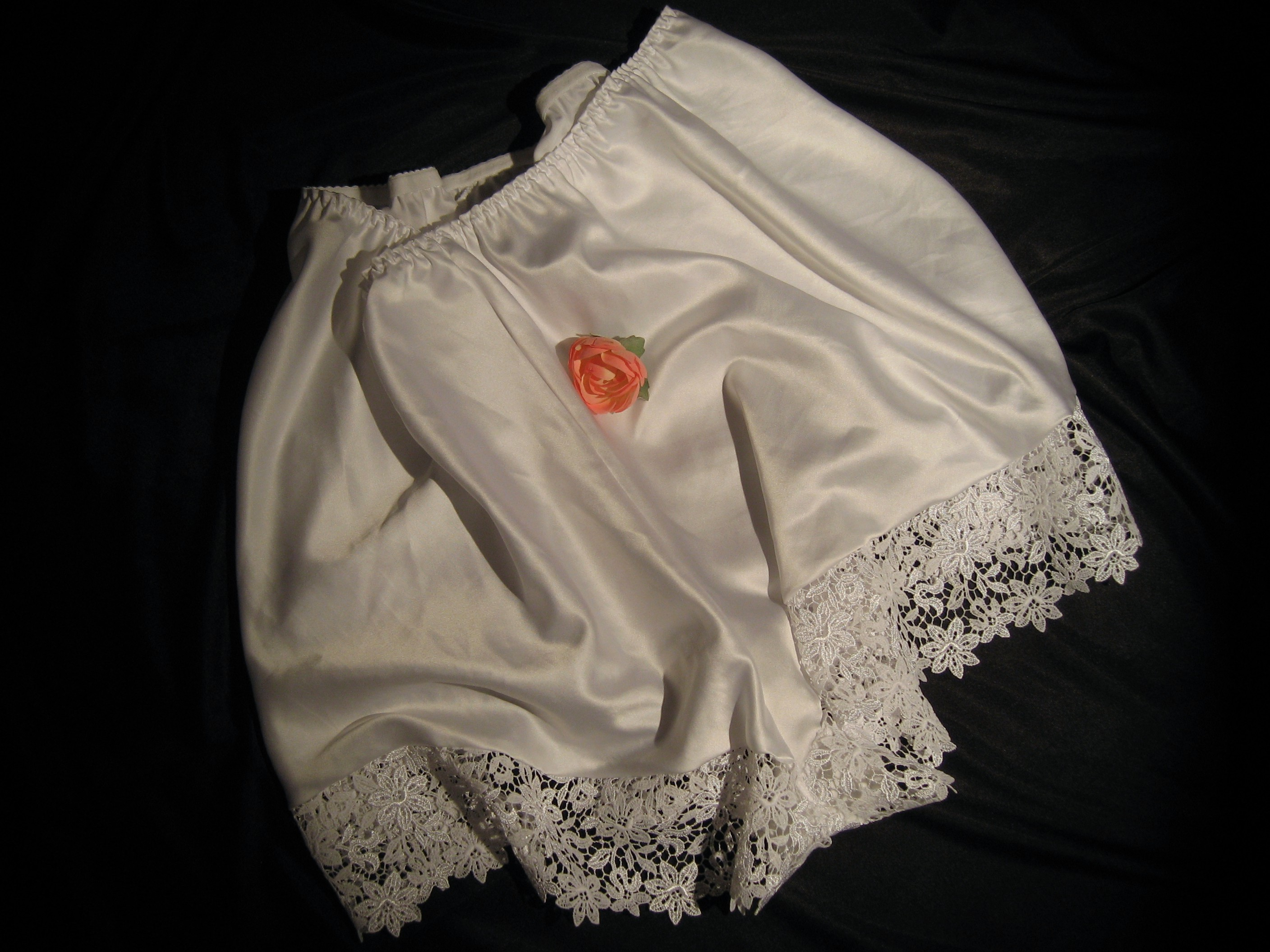

Franska knickers är trosor med ben, typ shorts, populära sedan 1930-talet. Ordvalet kommer av att fransyskor ansågs särskilt om sig och kring sig med underkläder.
I svenskan syftar knickers på knäbyxor, i brittisk engelska på (dam-)underbyxor och i amerikansk engelska på knickerbockers.